# Момотовые
Момо́товые (лат. Momotidae) — семейство тропических птиц отряда ракшеобразных. Птицы среднего размера, живущие в густой сельве.

## Эволюция
Известны с миоцена.

## Описание
Представители момотовых — это средних размеров птицы с длиной тела 16,5—48 см и массой 30—180 г (до 208 г). Самцы и самки похожи, молодые птицы отличаются от взрослых более тусклым цветом оперения. Окраска птиц яркая, преобладают зелёные, жёлтые, оранжевые и коричневые цвета; у разных видов есть маски, полосы и пятна чёрного цвета; кроме этого в окраске оперения у многих видов присутствует голубой и синий цвет с металлическим блеском.

## Распространение
Момотовые распространены в Центральной и Южной Америке. Природные места обитания — это тропические и субтропические леса и редколесья. Кроме этого, птицы могут поселиться и вблизи с человеком — в садах и на плантациях. Представителей момотовых можно встретить в горах, на высоте до 3100 м. Большинство видов ведёт оседлый образ жизни, некоторые совершают короткие сезонные кочёвки.

## В искусстве и культурах мира

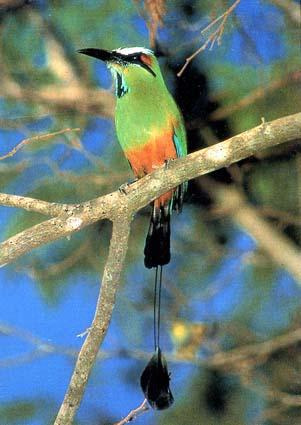
Eumomota superciliosa

### Птица-символ
Национальной птицей Никарагуа является Бурый момот (Eumomota superciliosa). Этот же вид является национальной птицей Сальвадора, где известен как «Торогос»: в качестве символа страны он был утверждён на Законодательной Ассамблее 21 октября 1999 года.

### На почтовых марках
Яркая окраска момотовых делает их популярными для изображения на почтовых марках.

## Классификация
Международный союз орнитологов выделяет в семействе 6 родов и 14 видов:
- Род Малые момоты Hylomanes
  - Малый момот Hylomanes momotula
- Род Синегорлые момоты Aspatha
  - Синегорлый момот Aspatha gularis
- Род Момоты Momotus
  - Бурошапочный момот Momotus mexicanus
  - Momotus coeruliceps
  - Momotus lessonii
  - Momotus subrufescens
  - Momotus bahamensis
  - Синешапочный момот Momotus momota
  - Momotus aequatorialis
- Род Красноголовые момоты Baryphthengus
  - Baryphthengus martii
  - Красноголовый момот Baryphthengus ruficapillus
- Род Момоты-электроны или электроны Electron
  - Ребристоклювый электрон Electron carinatum
  - Плоскоклювый электрон Electron platyrhynchum
- Род Бурые момоты Eumomota
  - Бурый момот Eumomota superciliosa

## Галерея

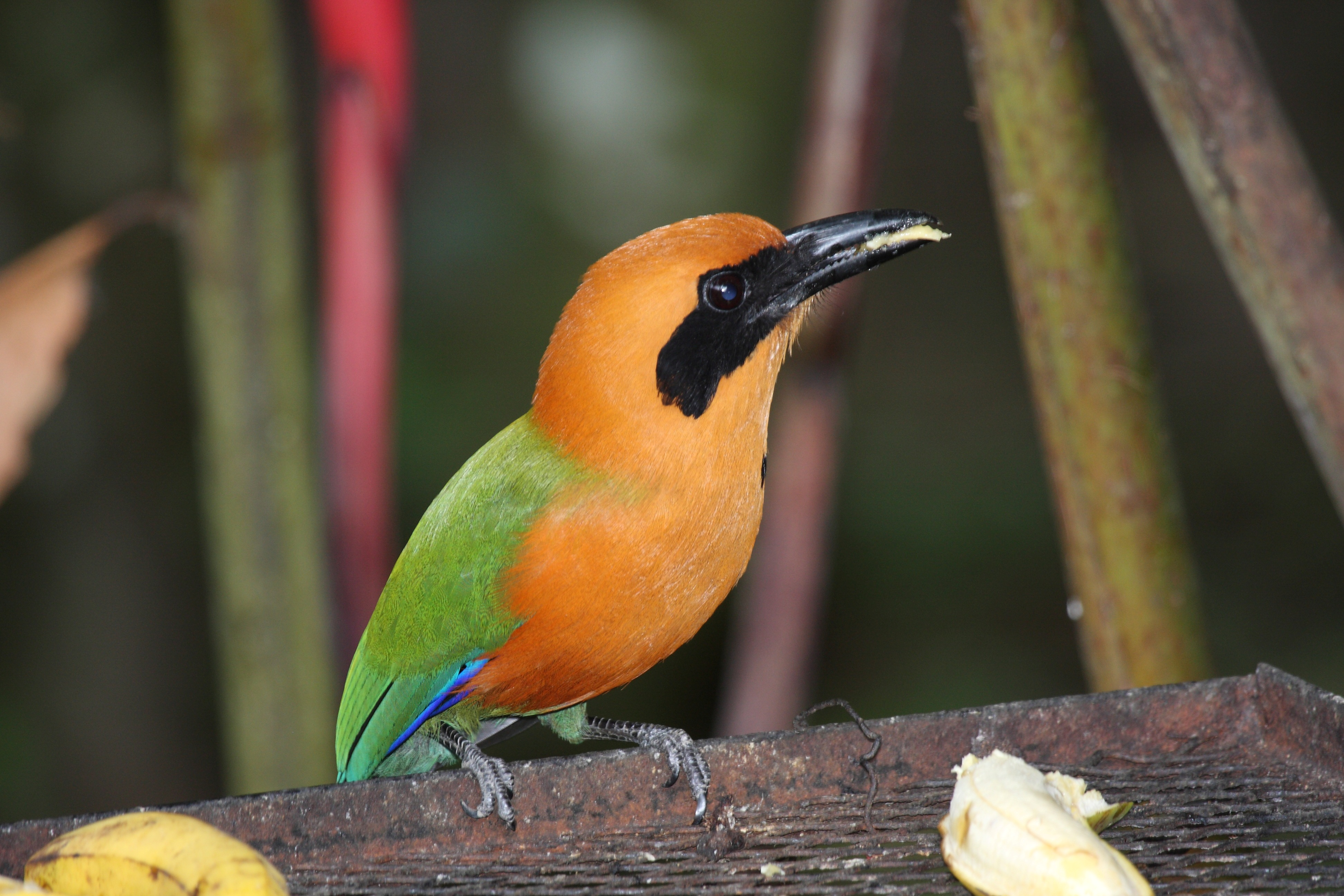
Baryphthengus martii
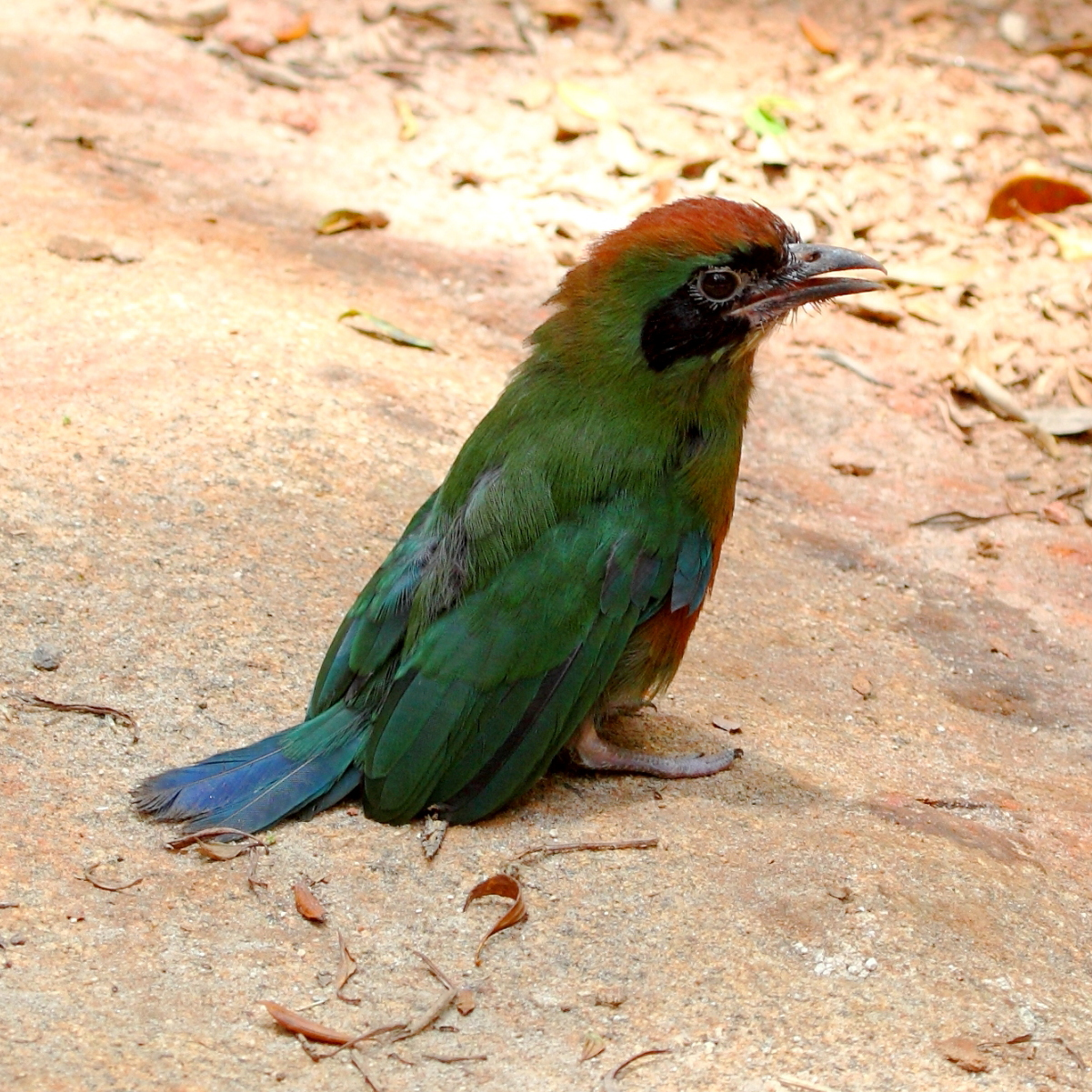
Красноголовый момот
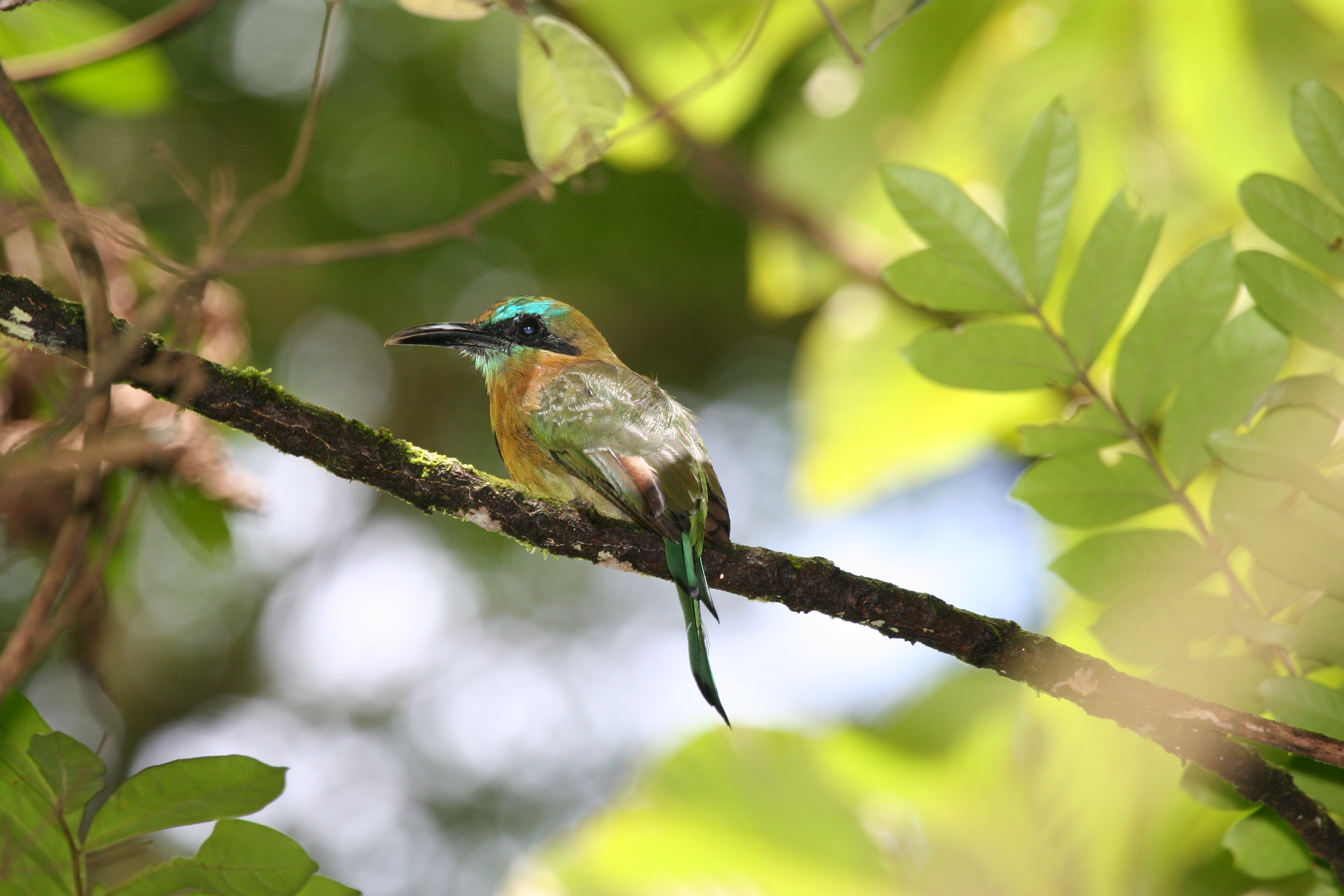
Ребристоклювый электрон
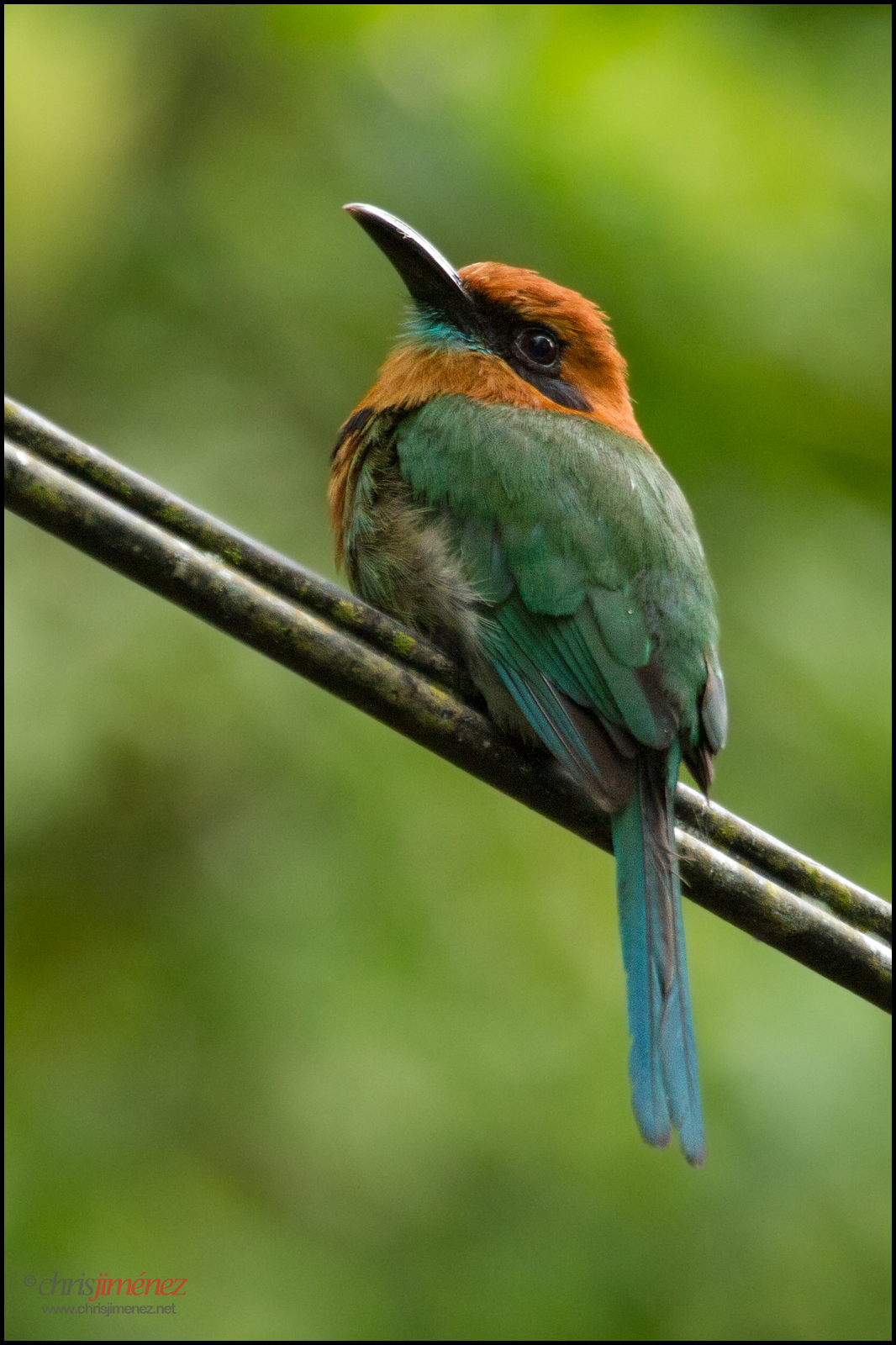
Плоскоклювый электрон
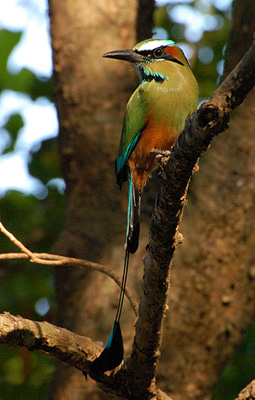
Бурый момот
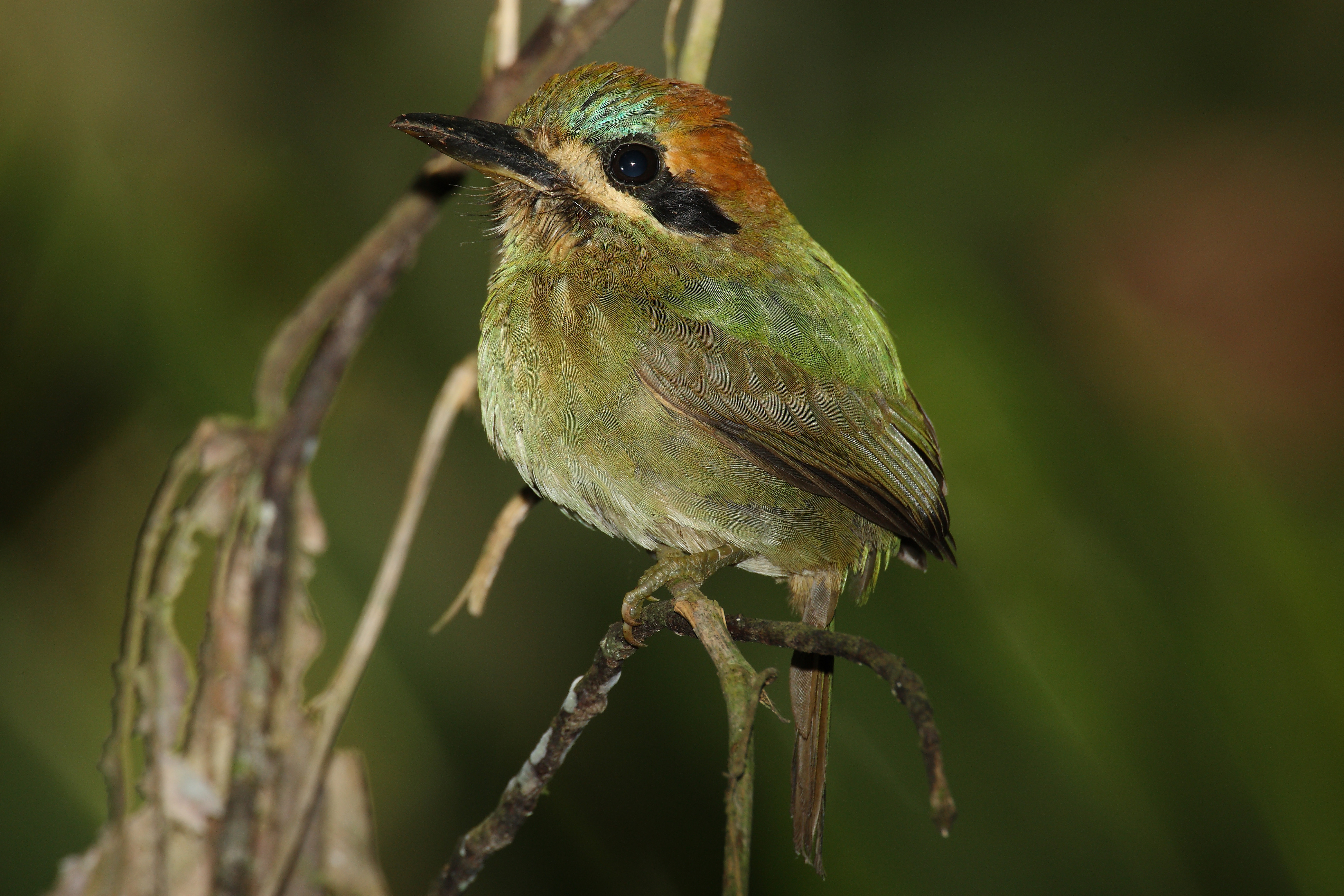
Малый момот
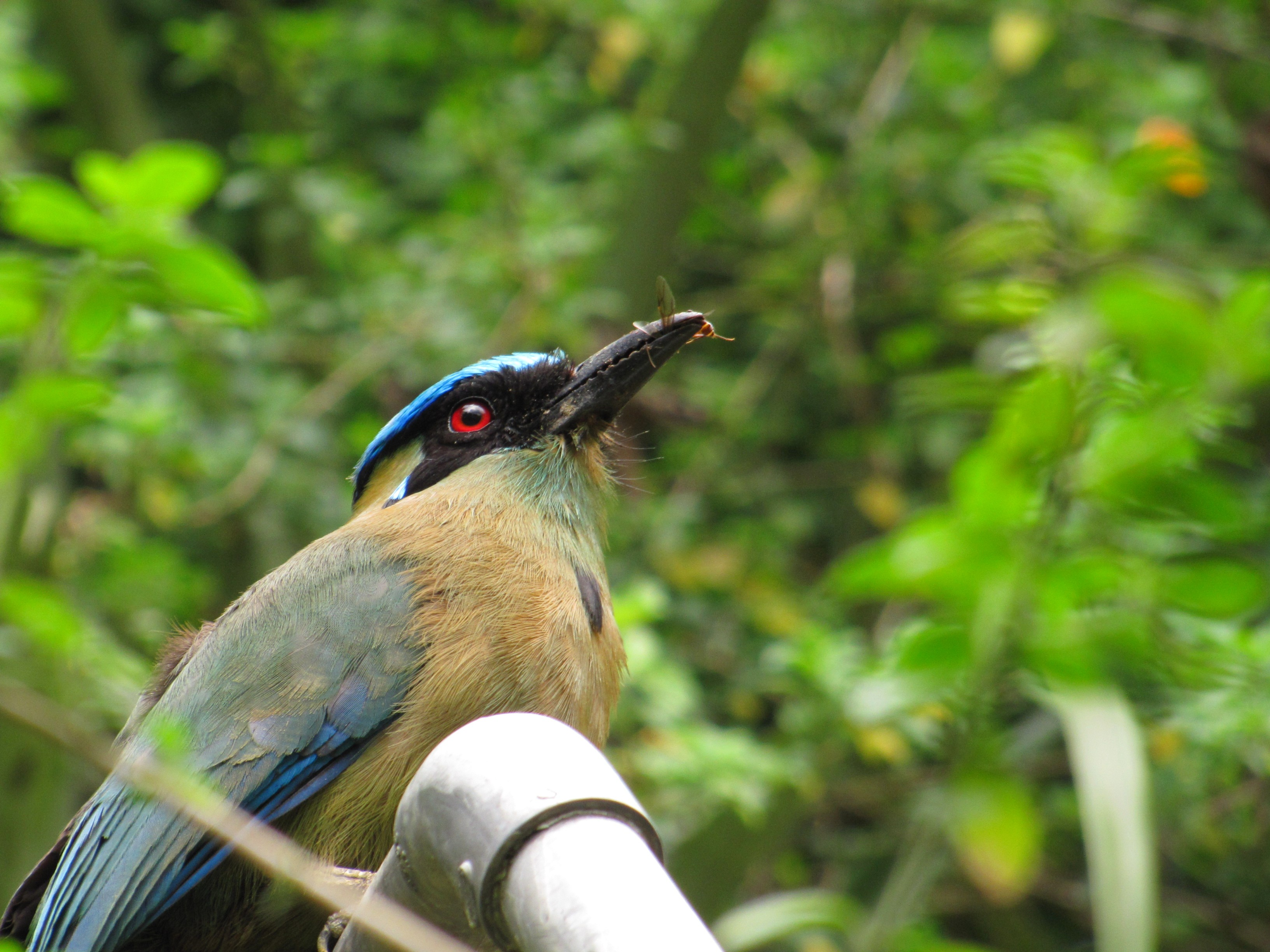
Momotus aequatorialis
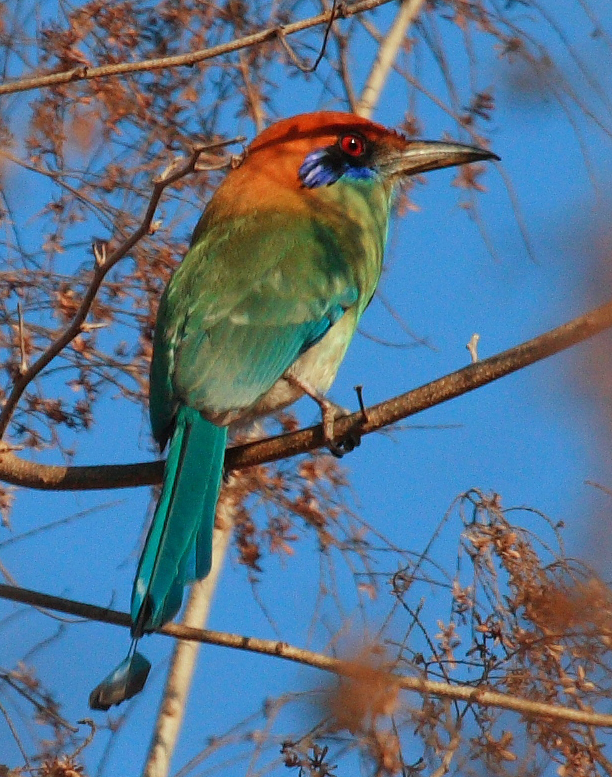
Бурошапочный момот
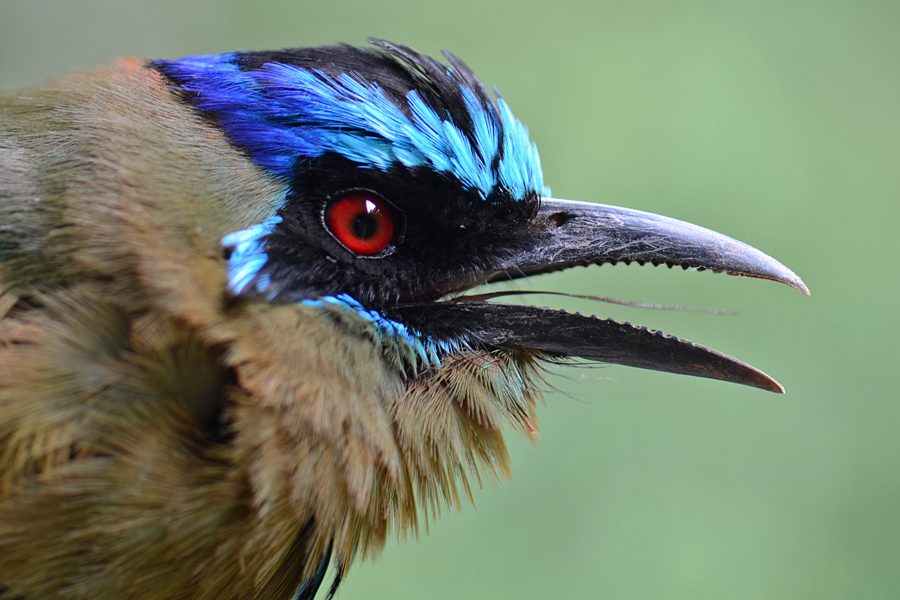
Синешапочный момот